# Dere apicaloides
Dere apicaloides là một loài bọ cánh cứng trong họ Cerambycidae.